# Банті Бейлі
Тереза «Банті» Бейлі (англ. Therese Bailey, нар. 23 травня 1964) — колишня англійська модель, танцівниця та акторка. Банті почала свою кар'єру як танцівниця в танцювальному колективі Hot Gossip на початку 1980-х років.  Вона стала відомою як дівчина в кліпах на сингли гурту a-ha «Take On Me» та «The Sun Always Shines on TV», знятих у 1985 році. Вона є колишньою дівчиною вокаліста гурту Мортена Гаркета, з яким познайомилася під час роботи над кліпом.
Відтоді вона знялася в кількох фільмах, а її остання роль у 2008 році — циганської матері у фільмі «Зниклі». Вона живе у Врейсбері, графство Беркшир. Вона також працювала дитячим вчителем танців у Wraysbury та Datchet Village Hall. Вона була включена в список «Найгарячіших відео-лисиць 80-х» за версією телеканалу Fox News. Банті має двох синів, Джейка та Фелікса Бейлі, які народилися у 1996 та 1997 роках відповідно. У червні 2009 року вона стала однією з перших людей, які скористалися урядовою програмою утилізації автомобілів у Великобританії, і була запрошена на сніданок з тодішнім прем'єр-міністром Гордоном Брауном.
У вересні 2012 року Бейлі з'явилася як таємнича гостя на «Big Fat Quiz of the '80s» на Channal 4, правильною відповіддю на яку була її поява у кліпах А-ha.

## Фільмографія
- Шоу Кенні Еверетта (початок 1980-х) разом з Hot Gossip
- «Talking Loud and Clear», OMD (1984)
- «Take on Me», a-ha (1985) в ролі Дівчини
- «The Sun Always Shines on TV», a-ha (1985) в ролі Дівчини
- «To Be A Lover», танцюрист Біллі Айдол (1986)
- Заклинатель (1987) в ролі Кассандри Касл
- Ляльки (1987) в ролі Ізабель Прандж
- Рок і жадібні до грошей тусовщиці (1988)
- Glitch! (1988) в ролі Бімбо
- a-ha: Headlines and Deadlines — The Hits of a-ha (1991)
- Essential Music Videos: Hits of the 80s (2003)
- Video on Trial: «Episode No.2.6» (2006)
- Defunct (2008) в ролі циганської матері